# Juanita Westmoreland-Traoré
Pour les articles homonymes, voir Westmoreland et Traoré.
Juanita Westmoreland-Traoré (née le 10 mars 1942 à Verdun) est une juriste québécoise ayant œuvré notamment dans le domaine de la défense des droits de la personne. De 1999 à 2017, elle occupe la fonction de juge à la chambre criminelle de la Cour du Québec et est la première personne noire à intégrer la magistrature de la province. Ses parents sont originaires du Guyana.

## Biographie
Après des études primaires et secondaires en anglais, Juanita Westmoreland-Traoré poursuit ses études de droit en français à l'Université de Montréal, où elle y obtient son diplôme en 1966,. Elle fait ensuite ses études de doctorat à l'Université de Paris II, à Paris.   
Bien qu'elle enseigne à la faculté de droit de l'Université de Montréal de 1972 à 1976 et au département des sciences juridiques de l'Université du Québec à Montréal de 1976 à 1991, ceci ne l'empêche pas d'occuper plusieurs autres fonctions. Au cours de sa carrière, elle œuvre notamment à l'Office de protection des consommateurs du Québec, à la Commission canadienne des droits, au Congrès des femmes noires du Canada et au Centre communautaire des noirs.  
Elle est présidente du Conseil des communautés culturelles et de l'immigration de 1985 à 1990. 
Elle est la doyenne de la Faculté de droit de l'Université de Windsor, en Ontario, de 1996 à 1999. 
En 1999, elle est nommée juge à la Cour du Québec en chambre criminelle, fonction qu'elle occupe jusqu'en 2017. Elle est la première personne noire à occuper une telle fonction au Québec.
L'Université du Québec à Montréal offre annuellement une bourse d'études qui porte son nom destinée aux étudiants en droit qui utilisent le droit comme outil de changement social et qui promeut les droits humains et la justice sociale.

## Distinctions
- 1991 - Officière de l'Ordre national du Québec
- 1993 - Doctorat honoris causa de l'Université d'Ottawa[8]
- 2001 - Doctorat honoris causa de l'Université du Québec à Montréal[9]
- 2008 - Prix Droits et libertés de la Commission des droits de la personne et des droits de la jeunesse
- 2018 - Doctorat honoris causa de l'Université McGill[10]
- 2021 - Médaille du Barreau de Montréal[11]